# Kaôh Sês
Kaôh Sês är en ö i Kambodja.   Den ligger i provinsen Sihanoukville, i den södra delen av landet, 180 km sydväst om huvudstaden Phnom Penh. Arean är 7,8 kvadratkilometer.
Terrängen på Kaôh Sês är platt. Öns högsta punkt är 106 meter över havet. Den sträcker sig 4,0 kilometer i nord-sydlig riktning, och 4,6 kilometer i öst-västlig riktning.